# ЦКБ Дейтон
Центральное конструкторское бюро «Дейтон» (ЦКБ «Дейтон») — российское конструкторское бюро, ведущее предприятие радиоэлектронной промышленности по обеспечению качества и надёжности изделий электронной компонентной базы. Входит в состав холдинговой компании «Росэлектроника» Государственной корпорации «Ростех».

## История
Центральное конструкторское бюро «Дейтон» было создано в 1968 году Постановлением Совета Министров СССР от 14 июля 1968 г. № 445—173 как Центральное бюро применения интегральных микросхем (ЦБПИМС). На основании приказа МЭП СССР от 20.10.1977 г. № 544-ДСП в целях обеспечения единой технической направленности в области применения, стандартизации и управления качеством полупроводниковых изделий электронной техники, на ЦБПИМС возложено научно-методическое руководство работами по применению, стандартизации и управлению качеством интегральных микросхем и полупроводниковых приборов, а также присвоено открытое наименование — Центральное конструкторское бюро «Дейтон» НПО «Научный центр» (ЦКБ «Дейтон»).
В 1992 году переименовано в Государственное ЦКБ «Дейтон», с 1997 года — ГУП ЦКБ «Дейтон», с июня 2000 года — ФГУП ЦКБ «Дейтон». В 2003 г. ФГУП «Центральное конструкторское бюро „Дейтон“» приватизировано путём преобразования в открытое акционерное общество «Центральное конструкторское бюро „Дейтон“». В 2008 г. предприятие включено в состав ГК «Ростех», и входит в состав холдинговой компании (интегрированной структуры) АО «Росэлектроника».
В 1968 году сотрудниками предприятия был разработан отраслевой стандарт, на базе которого в 1971 году был принят Государственный стандарт «Микросхемы интегральные. Термины и определения» (ГОСТ 17021-71). В 1975 году, терминологический стандарт был доработан сотрудниками предприятия с учётом роста степени интеграции микросхем.
В начале 70-х годов сотрудники предприятия активно проводят работы по исследованию надёжности микросхем для ракетной техники. С использованием результатов работы созданы автономные инерциальные системы управления для шахтного комплекса с двухступенчатой межконтинентальной баллистической ракетой Р-36М(15А14) и УР-100Н. В 1974 году на предприятие переданы все работы, связанные с полупроводниковыми приборами, что существенно расширило круг компетенций специалистов предприятия.
В результате принятых решений Военно-промышленной комиссии, вся электронная компонентная база, направленная на производство систем управления, проходила контрольную проверку в подразделениях предприятия. Проводился анализ отказов и отклонений параметров.
В 1971 году на предприятии создаётся уникальный вычислительный комплекс, формируется объединённая база данных ЭКБ и разрабатывается специализированное программное обеспечение по аналитической обработке информации.
Создаются подразделения согласования технических условий и технических заданий, полупроводниковых приборов, разработки процессорных устройств и систем для медицины. На предприятии был создан автоматизированный рефлексодиагностический комплекс «АРДК», предназначенный для съёма и компьютерного анализа диагностической информации с репрезентативных и биологических точек или зон. Во время трагедии на Чернобыльской атомной электростанции коллективом четвёртого отделения ЦКБ «Дейтон» в кратчайшие сроки был разработан автоматизированный комплекс обработки данных индивидуального дозиметрического контроля. Сотрудники предприятия были направлены в район трагедии для запуска системы в эксплуатацию.
В 1996 ЦКБ «Дейтон» определён головной организацией радиокомплекса по применению, стандартизации, качеству и надёжности изделий микроэлектроники (интегральных схем и полупроводниковых приборов), корпусов, корпусной продукции изделий микроэлектроники.
Решениями РАСУ, Роспрома, Минобороны России 2003—2010 гг. на ЦКБ «Дейтон» возлагаются функции согласования технических условий, решений по их изменению, извещений об изменении, протоколов введения технических условий на интегральные микросхемы и полупроводниковые приборы, централизованного присвоения условных обозначений технических условий и извещений об их изменении, выдачи официальных разрешений на применение интегральных микросхем и полупроводниковых приборов в условиях и режимах, не оговорённых в технических условиях.

## Основная деятельность
ЦКБ «Дейтон» более 46 лет обеспечивает предприятия, организации и учреждения радиоэлектронной промышленности информацией об отечественных изделиях электронной компонентной базы и материалах к ним, оказывает консультационные услуги и выполняет научно-исследовательские работы по вопросам:
- применения электрорадиоизделий в радиоэлектронной аппаратуре и нормативно-технических документов к ним;
- разработки и экспертизы конструкторской документации;
- присвоения номеров, кодов, условных обозначений изделиям электронно-компонентной базы и конструкторским документам;
- замещения импортных изделий радиоэлектроники отечественными, с целью импортозамещения — повышения надёжности и качества радиоэлектронной аппаратуры;
- унификации изделий электронной компонентной базы в радиоэлектронной аппаратуре;
- разработки нормативно-технических документов;
- сбора, обобщения и анализа информации об изделиях электронной компонентной базы и материалах к ним;[5]
- разработки и тиражирования периодических изданий об изделиях электронной компонентной базы, импортных аналогах, применяемых материалах, нормативно-технических документах.

Партнёрами и заказчиками услуг ЦКБ «Дейтон» являются более 2000 предприятий, организаций и учреждений.
На базе ЦКБ «Дейтон» создана и функционирует базовая кафедра «Электронные технологии управления и система менеджмента качества» «Национального исследовательского университета МИЭТ».
В январе 2014 года специалисты ЦКБ «Дейтон» подтвердили соответствие требованиям Системы менеджмента качества применительно к научным исследованиям и разработкам в области управления электронной компонентной базой, включая исследования надёжности, стандартизации и унификации.
В 2015 году специалисты ЦКБ «Дейтон» подтвердили требования к экспертам по стандартизации и к экспертам по проверке и оценке соответствия радиоэлектронной продукции.

## Разработки
- 1968 — отраслевой стандарт, ставший основой для ГОСТ «Микросхемы интегральные. Термины и определения» (ГОСТ 17021-71);[7]
- 1978 — схемотехника телефонных аппаратов с цифровым набором (НИР «Диск-2»);[8]
- 1985 — ГОСТ 18604.26-85 «Транзисторы биполярные. Методы измерения временных параметров»;[9]
- 1987 — ОСТ 11 14.3302-87 «Общие требования электронной гигиены к чистым помещениям» (устанавливает требования к чистым рабочим местам для производства изделий электронной техники);[10]
- 2001 — ОСТ 11 073.062-2001 «Микросхемы интегральные и приборы полупроводниковые. Требования и методы защиты от статического электричества при разработке, производстве и применении».[11]

## Ключевые фигуры
Генеральный директор — Рубцов Юрий Васильевич (с июля 2013)
Предшественники:
- Иванков Михаил Юрьевич (2011—2013)[14][15]
- Гриненко Анатолий Пантелеймонович (1996—2011)
- Якубовский Сергей Викторович (1986—1996)
- Тарабрин Борис Владимирович (1968—1986)